# Guerra civile in Angola
La guerra civile angolana è stato uno dei più grandi conflitti combattuti nello Stato africano dell'Angola, iniziata nel 1975 è continuata, con alcune interruzioni, fino al 2002. La guerra scoppiò subito dopo la decolonizzazione, dopo la fine della guerra di indipendenza angolana contro il Portogallo. Il conflitto fu essenzialmente una lotta per il potere tra due fazioni liberali, il Movimento Popolare di Liberazione dell'Angola (MPLA) e l'Unione Nazionale per l'Indipendenza Totale dell'Angola (UNITA). Allo stesso tempo fu una delle tante "guerre per procura" che caratterizzarono la guerra fredda: difatti una delle caratteristiche principali del conflitto fu il coinvolgimento, diretto ed indiretto, di altri paesi come URSS, Cuba, Sudafrica e Stati Uniti.
Il MPLA e l'UNITA, nonostante la comune vocazione anti-coloniale, avevano ruoli diversi nella società angolana e leadership incompatibili. Entrambe le forze avevano tendenze socialiste ma per ottenere sostegno internazionale si posero, rispettivamente, con ideologia marxista-leninista e anticomunista. Un terzo movimento, il Fronte Nazionale di Liberazione dell'Angola (FNLA) combatté durante la guerra di indipendenza insieme all'UNITA contro il MPLA ma non ebbe un ruolo di rilievo durante il conflitto. D'altra parte il gruppo separatista denominato Fronte per la Liberazione dell'Enclave del Cabinda (FLEC) lottò per ottenere l'indipendenza della provincia angolana del Cabinda.
I 26 anni di guerra civile possono essere suddivisi in tre periodi nei quali il livello degli scontri era maggiore: dal 1975 al 1991, dal 1992 al 1994 e dal 1998 fino al 2002; tre periodi interrotti da fragili momenti di pace. Quando nel 2002 ebbe termine la guerra, con la vittoria del MPLA, più di 500 000 persone erano state uccise, più di 1 000 000 quelli costretti ad abbandonare le proprie abitazioni. Le infrastrutture del paese erano devastate ed enormi danni colpirono il sistema della pubblica amministrazione, l'economia e le istituzioni religiose.
La guerra civile angolana è stata una combinazione tra violente dinamiche interne al paese e un forte intervento di potenze straniere; il conflitto divenne uno scontro tra USA e URSS insieme ai rispettivi alleati, costoro fornirono una forte assistenza militare alle parti in guerra. Oltretutto, il conflitto in Angola si legò anche alla seconda guerra del Congo ed alla guerra d'indipendenza della Namibia.

## Contesto storico

### Il periodo coloniale portoghese
Alla fine del XV secolo i coloni portoghesi instaurarono dei contatti con il Regno del Congo, da allora mantennero una presenza costante nel territorio determinando una forte influenza culturale e religiosa. Nel 1575, sulla costa sud del Regno del Congo, una zona abitata da gente Ambundu, i portoghesi istituirono una colonia e un forte chiamato San Paolo di Luanda; un altro forte, il Benguela, venne eretto più sud in un territorio popolato dagli antenati dei Ovimbundu.
Nessuno di questi insediamenti venne istituito per dare il via a una conquista dei territori, è vero invece che da essi, gradualmente, si passò ad occupare e coltivare zone circostanti più ampie di quelle iniziali (nel caso di Luanda soprattutto lungo il fiume lower Kwanza). In ogni caso la loro funzione principale era di tipo commerciale, in larghissima parte commercio degli schiavi. Questi erano acquistati da intermediari africani e venduti in Brasile e nei Caraibi. Benguela sviluppò, anche, il commercio di avorio, cera e miele, tali prodotti giungevano con le carovane degli Ovimbundu, i quali li acquistavano dai Ganguela nell'est dell'attuale Angola. Ciò nonostante la presenza portoghese sulla coste dell'Angola mantenne un basso profilo per la maggior parte del periodo coloniale, il livello di insediamento della colonia era basso. I portoghesi, con poche eccezioni, non interferirono, a parte nel commercio, nelle dinamiche sociali e politiche dei popoli nativi. Non c'era una delimitazione dei territori, l'Angola di fatto non esisteva.
Nel XIX secolo, i portoghesi cominciarono ad entrare ben più in profondità nei territori del continente, le loro intenzioni erano quelle di stabilire una debole occupazione territoriale, ma una più forte supervisione, mediante la quale instaurare delle tratte commerciali e qualche insediamento. In questo contesto si spostarono più a sud lungo la costa e fondarono la terza testa di ponte di Moçâmedes. Durante l'espansione, entrarono in conflitto con diverse entità politiche africane.
L'occupazione territoriale divenne un aspetto centrale per il Portogallo nell'ultimo decennio del XIX secolo, quando i poteri europei diedero il via alla spartizione dell'Africa, in particolare dopo la Conferenza di Berlino del 1884. Vennero organizzate molte spedizioni militari con lo scopo di conquistare quei territori che, grossolanamente, corrispondono all'attuale Angola. Nel 1906 solo il 6% del territorio era effettivamente occupato e le campagne militari dovettero continuare. A metà degli anni venti i confini erano fissati definitivamente e l'ultima principale resistenza venne sconfitta negli anni quaranta. Si può parlare di Angola, come di un'entità territoriale definita, solo da questo punto in poi.

### Divisioni etniche
La popolazione originaria del territorio era divisa in gruppi Khoisan. Costoro furono assorbiti o spinti verso sud, dove piccoli gruppi ancora esistono, in seguito ad un forte afflusso di Bantu provenienti dal nord e dall'est. L'arrivo dei Bantu incominciò intorno al 500 a.C. e si mantenne fino al XX secolo; istituirono delle entità politiche, tra le quali la più importante era il Regno del Congo, il cui centro era collocato nel nordest dell'attuale Angola ed i suoi confini si estendevano a nord fino alla zona est dell'attuale Repubblica Democratica del Congo, al sud-est dell'attuale Repubblica del Congo ed al meridione del Gabon. Molto importanti furono anche i regni Ndongo e Matamba, collocati a sud del Regno del Congo, nella zona di Ambundu. L'Impero Luanda, individuato nel sud-est della odierna Repubblica Democratica del Congo, occupava una parte dell'attuale nordest angolano. Nella zona meridionale dell'Angola e nel nord dell'odierna Namibia, si trovava il Regno Kwanyama, negli altopiani centrali erano insediati regni minori. Tutte queste entità politiche erano una proiezione delle divisioni etniche che, lentamente, si diffusero tra la popolazione Bantu e furono strumentali a consolidare ed a rafforzare la nascita di nuove identità sociali.

### L'indipendenza e lo scoppio della guerra civile
Nel 1961 il FNLA e il MPLA, le cui sedi erano nei paesi confinanti, aprirono una campagna di guerriglia su diversi fronti nei confronti dei portoghesi. La guerra di indipendenza angolana, perdurò fino alla caduta della dittatura in Portogallo nel 1974, avvenuta in seguito alla Rivoluzione dei garofani. Quando il piano che avrebbe portato all'indipendenza dell'Angola divenne noto, la maggior parte dei circa 500 000 portoghesi-angolani lasciarono il territorio, prima o dopo la scadenza. I portoghesi si lasciarono alle spalle un nuovo Stato indipendente e la cui popolazione era composta, in maggior parte, dai gruppi etnici Ambundu, Ovimbundu e Bakongo. I portoghesi che vivevano in Angola erano deputati ai lavori più qualificati nella pubblica amministrazione, agricoltura e industria, una volta che lasciarono il paese, l'economia nazionale cominciò a scivolare verso la depressione.
Il governo del Sudafrica venne inizialmente coinvolto nello sforzo di contrastare la presenza cinese in Angola, si temeva che tale influenza trasformasse il conflitto in uno scontro legato alla guerra fredda. Nel 1975 il primo ministro sudafricano B.J. Vorster autorizzò l'Operazione Savannah, la quale partì inizialmente come una protezione per gli ingegneri addetti alla costruzione della diga di Calueque, successivamente dei miliziani dell'UNITA ne presero il controllo e il progetto della diga, pagato dal Sudafrica venne considerato rischioso. Le forze di difesa sudafricane dislocarono un contingente armato per proteggere Calueque e a partire da questo momento l'Operazione Savannah degenerò, in quanto non esisteva un governo sul posto e, di conseguenza, linee chiare da parte delle autorità. I sudafricani inviarono migliaia di soldati per l'intervento e, in ultimo, si scontrarono con le forze armate di Cuba che sostenevano il MPLA.

## Le principali fazioni in lotta
Le tre forze più importanti della guerra civile nacquero dai movimenti anti-coloniali degli anni 1950. Il MPLA aveva la sua base principalmente nella città di Luanda e nei suoi dintorni, era composto in maggior parte da membri dell'etnia Mbundu. Le altre due fazioni, FNLA ed UNITA, avevano origine soprattutto dalle zone rurali. Il FNLA era composto in larga parte dal popolo Kongo, originario dell'Angola del nord, mentre l'UNITA, una costola del FNLA, era formata in maggioranza da Ovimbundu.

### MPLA

Bandiera del MPLA

Sin dalla sua nascita negli anni cinquanta, la base sociale del MPLA era composta dall'etnia Ambundu e dall'intellighenzia multietnica presente nelle città come Luanda, Benguela ed Huambo. Durante la guerra di indipendenza (1962 - 1974) il MPLA venne sostenuto da molti Stati africani e dall'Unione Sovietica. Negli anni 1974-75 Cuba divenne il più stretto alleato del MPLA, inviando molti contingenti di militari. Il supporto di Cuba, e di molti altri Stati del blocco comunista, venne mantenuto durante la guerra civile.

### FNLA
Il FNLA si formò parallelamente al MPLA ed inizialmente aveva come obiettivo difendere gli interessi del popolo Bakongo e sostenere la restaurazione del Regno del Congo. In breve tempo si trasformò in un movimento nazionalista, sostenuto dallo Zaire di Mobutu Sese Seko nella sua lotta anti-coloniale. Durante i primi anni sessanta venne sostenuto anche dalla Repubblica Popolare di Cina, ma quando, a metà anni sessanta, venne creata l'UNITA la Cina decise di supportare quest'ultimo movimento, a causa della scarsa attività dell'FNLA. Gli Stati Uniti ed i suoi alleati decisero di non sostenere l'FNLA durante la guerra di indipendenza mentre fornirono aiuti durante la guerra civile.

### UNITA

Bandiera dell'UNITA

La base sociale principale dell'UNITA era l'etnia Ovimbundu dell'Angola centrale, la quale costituiva circa un terzo della popolazione di tutto il Paese, il movimento, però, coinvolse molte persone provenienti dall'est dello Stato. L'UNITA venne fondata nel 1966 da Jonas Savimbi, in precedenza un importante leader del FNLA. Durante la guerra anti-coloniale, l'UNITA venne sostenuta dalla Cina. Durante il successivo conflitto di decolonizzazione, gli Stati Uniti decisero di sostenere l'UNITA, un supporto che si fece più considerevole durante la guerra civile. Negli ultimi anni, però, il principale alleato dell'UNITA fu il Sudafrica.

## Anni '70

### L'indipendenza e l'inizio delle ostilità
Dopo la rivoluzione dei garofani e la fine della guerra di indipendenza angolana, le parti del conflitto stipularono gli Accordi di Alvor il 15 gennaio 1975. Nel luglio 1975 il MPLA cacciò violentemente il FNLA fuori dalla città di Luanda e i volontari dell'UNITA si ritirarono nella loro roccaforte a sud. In agosto il MPLA controllava 11 della 15 città capoluogo di provincia, incluse Luanda e Cabinda. Il 23 ottobre il Sudafrica intervenne inviando in Angola tra i 1 500 e i 2 000 soldati dalla Namibia con lo scopo di sostenere il FNLA e l'UNITA. Lo Zaire, nel tentativo di insediare un governo pro-Kinshasa e per contrastare la salita al potere del MPLA, fece distribuire autoblindo ed inviò truppe di paracadutisti e tre battaglioni di fanteria in sostegno al FNLA. Nel giro di tre settimane, il Sudafrica e l'Unita conquistarono cinque città capoluogo di provincia, tra cui Novo Redondo e Benguela. In risposta al Sudafrica, Cuba inviò 18 000 soldati in supporto al MPLA, ciò era soltanto una parte di un intervento militare su larga scala denominato Operación Carlota. Inizialmente Cuba, e prima ancora dell'intervento del Sudafrica, aveva inviato 230 consiglieri militari al MPLA.
L'azione delle truppe cubane ebbe un ruolo decisivo: nel settore settentrionale l'FNLA venne sconfitto nella battaglia di Kifangondo e dovette rinunciare definitivamente ad un'avanzata da nord verso Luanda e ripiegare in Zaire, mentre nel settore meridionale i soldati cubani bloccarono l'avanzata dei sudafricani e dell'UNITA che vennero battuti in due battaglie a sud del fiume Cuanza. Il MPLA poté quindi consolidare il potere sulla capitale Luanda.

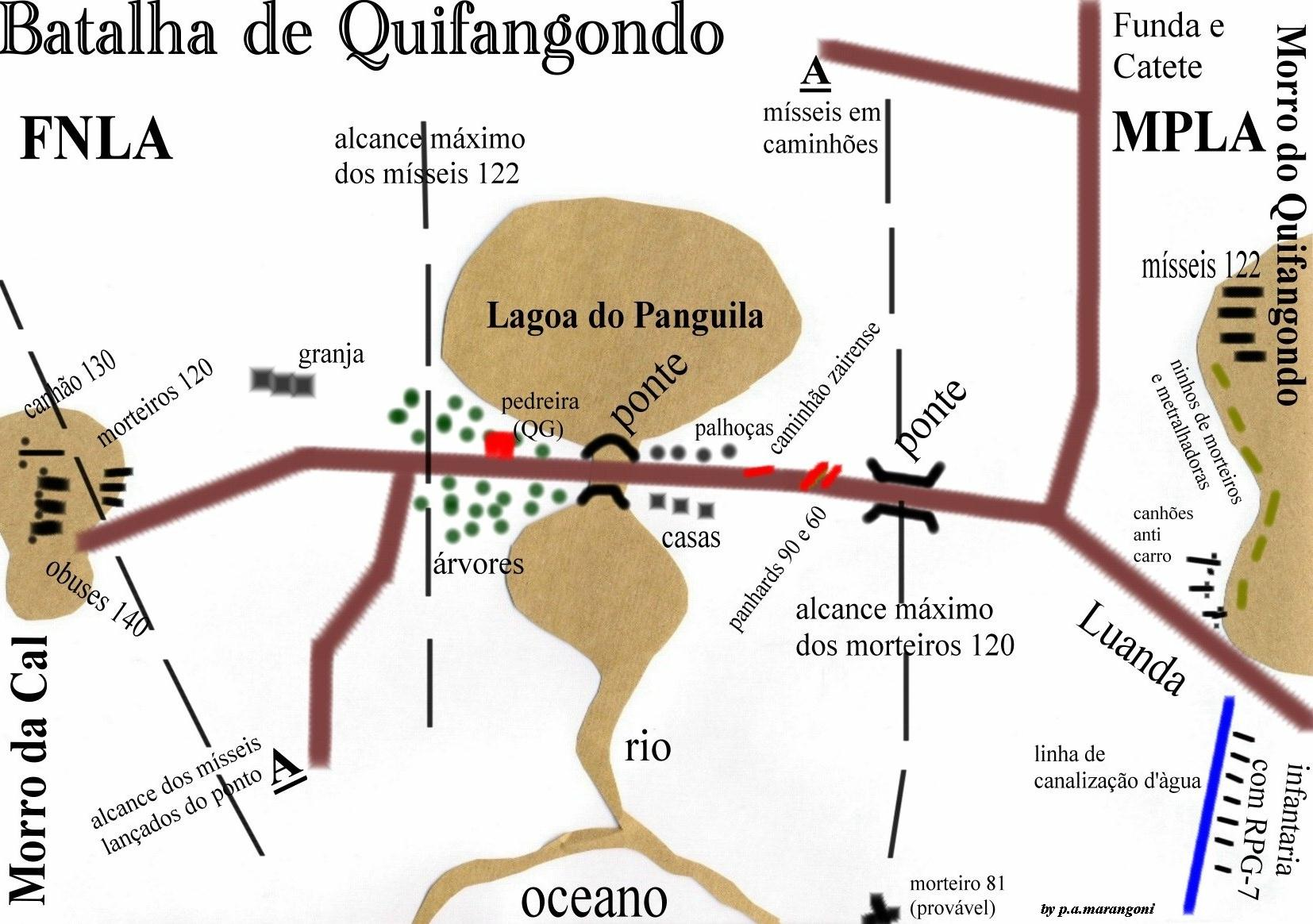
Schema della Battaglia di Kifangondo nella quale il MPLA sconfisse il FNLA

L'11 novembre 1975 Agostinho Neto, il leader del MPLA, dichiarò l'indipendenza della Provincia portoghese d'oltremare di Angola come Repubblica Popolare di Angola; l'UNITA dichiarò l'indipendenza della Repubblica Sociale Democratica di Angola con capitale a Huambo e il FNLA proclamò la Repubblica Democratica di Angola con capitale ad Ambriz. Il FLEC, armato e sostenuto dalla Francia, dichiarò l'indipendenza da Parigi della Repubblica di Cabinda. Il 23 novembre il FNLA e l'UNITA stipularono un'alleanza individuando in Huambo la sede del loro governo che vedeva Holden Roberto e Jonas Savimbi come co-presidenti e José Ndelé e Johnny Pinnock Eduardo come co-Primi ministri.
Agli inizi del novembre 1975 il governo sudafricano avvertì Holden Roberto e Jonas Savimbi che le forze di difesa sudafricane avrebbero cessato le operazioni in Angola in seguito al fallito tentativo della coalizione di conquistare Luanda. Savimbi, per evitare il ritiro del Sudafrica chiese al generale Constand Viljoen di organizzare un incontro con il primo ministro sudafricano John Vorster, alleato di Savimbi dall'ottobre 1974.
Nella notte del 10 novembre, quella appena precedente alla formale dichiarazione di indipendenza, Savimbi volò segretamente a Pretoria per incontrare Vorster. In un'inversione di politica, Vorster non solo decise di mantenere le truppe in Angola per tutto novembre ma promise anche di ritirarle solo dopo il meeting dell'Organizzazione dell'unità africana che si sarebbe tenuto il 9 dicembre. I sovietici, ben consapevoli delle attività del Sudafrica in Angola, inviarono i soldati cubani a Luanda la settimana prima della dichiarazione di indipendenza. Mentre gli ufficiali cubani guidavano la missione e fornivano la maggior parte delle truppe, 60 ufficiali sovietici di stanza nella Repubblica Democratica del Congo raggiungevano i cubani il 12 novembre. I leader sovietici proibirono espressamente ai cubani di intervenire nella guerra civile ma di contenere le attività del Sudafrica.
Nel 1975-1976 molte forze straniere si ritirarono, con l'eccezione di Cuba. Gli ultimi militari portoghesi si ritirarono nel 1975 ed i militari sudafricani nel febbraio 1976 dopo la caduta di Huambo, sede del governo FNLA-UNITA. Le truppe cubane in Angola passarono dalle 5 500 del dicembre 1975, alle 11 000 del febbraio 1976. La Svezia fornì assistenza umanitaria sia al SWAPO che al MPLA a metà anni settanta, e sollevò regolarmente la questione dell'UNITA nelle discussioni politiche tra i due movimenti.

### L'emendamento Clark
Il Presidente degli Stati Uniti Gerald Ford approvò, in data 18 luglio 1975, delle operazioni sotto-copertura in sostegno dell'UNITA e del FNLA, la cosiddetta Operazione IA, nonostante le forti resistenze degli ufficiali del Dipartimento di Stato della CIA. Il direttore della Central Intelligence Agency William Colby venne incaricato di organizzare l'operazione con un budget iniziale di 6 milioni di dollari, il 27 luglio gli furono garantiti 8 milioni e altri 25 in agosto.
Due giorni prima che il programma venisse approvato, l'assistente al Segretario di Stato Nathaniel Davis, racconta l'allora Segretario di Stato Henry Kissinger, sosteneva che sarebbe stato impossibile mantenere il segreto sull'operazione. Davis predisse correttamente che l'Unione Sovietica avrebbe risposto con un maggior coinvolgimento nel conflitto, portando più violenza e cattiva pubblicità agli Stati Uniti. Quando Ford approvò il programma, Davis si dimise. Il responsabile della CIA in Angola John Stockwell ripeté le critiche di Davis, affermando che il successo richiedeva l'espansione del programma ma la sua dimensione superava già quello che poteva essere nascosto all'occhio pubblico. Edward Mulcahy, il vice di Davis ed ex-ambasciatore in Cile, si oppose anch'esso ad un coinvolgimento diretto; il 13 maggio 1975 presentò tre diverse opzioni di politica americana nei confronti dell'Angola. Mulcahy riteneva che l'amministrazione Ford avrebbe utilizzato la diplomazia o avrebbe aumentato il sostegno all'UNITA e al FNLA, per una campagna contro i comunisti del MPLA, evitando un coinvolgimento negli scontri; avvertì anche come il supporto all'UNITA non sarebbe stato adeguato insieme a quello di Mobutu Sese Seko.
Un senatore democratico proveniente dall'Iowa, Dick Clark, scoprì l'operazione durante una missione per l'accertamento dei fatti in Africa, ma Seymour Hersh, un giornalista del New York Times rivelò gli aspetti dell'Operazione IA il 13 dicembre 1975. In seguito Clark propose un emendamento al Arms Export Control Act del 1976 per bloccare gli aiuti ai gruppi privati coinvolti in operazioni militari o paramilitari in Angola. Il 19 dicembre il Senato approvò il disegno di legge con 52 voti favorevoli e 22 contrari, la House of Representatives votò a favore 323 su 99 il 27 gennaio 1976. Ford firmò la legge il 9 febbraio. Una volta che l'emendamento Clark divenne legge, l'allora direttore della CIA George H. W. Bush si rifiutò di ammettere che tutti gli aiuti destinati all'Angola fossero cessati. Secondo l'analista di politica internazionale Jane Hunter, dopo l'emendamento Clark, Israele divenne un fornitore di armi per il Sudafrica. Israele e Sudafrica stipularono un'alleanza militare di lungo periodo nella quale Israele forniva armamenti e addestramento, come la conduzione di esercitazioni militari congiunte. Il governo degli Stati Uniti pose il veto per l'ammissione dell'Angola alle Nazioni Unite il 23 giugno 1976. Lo Zambia proibì all'UNITA di lanciare attacchi dal suo territorio il 28 dicembre 1976, successivamente l'Angola sotto il controllo del MPLA divenne membro dell'ONU.

### L'intervento di Cuba

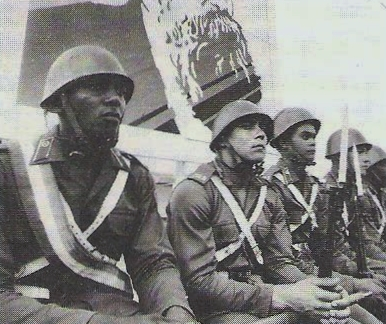
I reparti cubani ebbero un ruolo decisivo nella vittoria del MPLA e nella lunga guerra contro i sudafricani.

La Guerra del Vietnam modificò gli interventi esterni in Angola, in quanto sia gli Stati Uniti che l'Unione Sovietica non avevano intenzione di essere coinvolti in un conflitto la cui importanza era molto discutibile per la vittoria nella guerra fredda. L'annunciatore della CBS Walter Cronkite diffuse questo messaggio nella sua trasmissione come "provare a fare la nostra piccola parte per evitare, stavolta, gli errori". Il Politburo venne impegnato in un lungo dibattito sulla possibilità che l'Unione sovietica sostenesse un'offensiva del MPLA nel febbraio 1976. Il ministro degli esteri Andrej Gromyko e il primo ministro Aleksej Kosygin guidarono una fazione favorevole ad un debole supporto per il MPLA e molto più attenta a una maggiore distensione dei rapporti con l'occidente. Leonid Il'ič Brežnev, all'epoca a guida dell'URSS, vinse la sfida con la fazione dissidente e l'alleanza con il MPLA venne mantenuta, come anche Neto riaffermò pubblicamente al 15º anniversario della prima rivolta.
Nel 1977 il governo del MPLA e le truppe cubane avevano il controllo di tutte le città del sud, anche se le strade erano sottoposte a continui attacchi da parte dell'UNITA. Savimbi manifestava la sua volontà di un riavvicinamento con il MPLA e per la formazione di un governo socialista di unità, ma per fare ciò chiedeva che, prima di tutto, le truppe cubane si ritirassero. " Il vero nemico è il colonialismo cubano" dichiarava Savimbi ai giornalisti, "I cubani hanno preso il sopravvento sul paese ma, presto o tardi, vivranno il loro Vietnam in Angola". MPLA e truppe cubane usarono lanciafiamme, bulldozer e aerei con napalm per distruggere i villaggi in un'area di 2.6 km lungo il confine con la Namibia. Solo le donne e i bambini oltrepassarono questa zona detta "Corridoio di Castro" perché le truppe del MPLA uccisero tutti gli uomini dai dieci anni in su, per evitare che si arruolassero nell'UNITA. Il napalm uccise il bestiame utilizzato per sostenere le truppe e per colpire i simpatizzanti dell'UNITA. Molti angolani lasciarono il paese, 10 000 si diressero verso la Namibia e 16 000 verso lo Zambia ad est, dove vissero nei campi profughi.

### Le invasioni del Katanga

La provincia del Katanga in Zaire

Il 7 marzo 1977 circa 1 500 miliziani del Fronte di Liberazione Nazionale Congolese (FNLC), provenienti dall'est Angola, invasero il Katanga in Zaire. Il FNLC voleva scacciare Mobutu e il MPLA, che soffriva del supporto di Mobutu al FNLA e all'UNITA, non provò a bloccare l'invasione. Il FNLC non riuscì a conquistare Kolwezi, il cuore economico dello Zaire, ma prese Kasaji e Mutshatsha. Le forze armate dello Zaire furono sconfitte senza difficoltà e il FNLC continuò ad avanzare. Il 2 aprile Mobutu chiese aiuto a William Eteki del Camerun, all'epoca presidente dell'Organizzazione dell'unità africana. Otto giorni dopo il governo francese rispose alla richiesta di aiuto di Mobutu inviando 1 500 soldati marocchini a Kinshasa; i rinforzi lavorarono insieme all'esercito dello Zaire, al FNLA e piloti egiziani per respingere le forze del FNLC. Nell'aprile del 1977 gli ultimi militanti furono respinti e si ritirarono in Angola e Zambia, insieme a molti rifugiati.
Mobutu accusò il MPLA, cubani e sovietici di complicità nella guerra. Mentre Neto sosteneva il FNLC, il supporto al MPLA giungeva in risposta al continuo sostegno di Mobutu alle forze anti-comuniste dell'Angola. L'amministrazione Carter, non convinta del coinvolgimento cubano, rispose offrendo 15 milioni di dollari di aiuti non militari. La timidenzza americana durante la guerra spinse lo Zaire verso un maggiore coinvolgimento della Francia, la quale divenne la più grande fornitrice di armi dopo l'intervento. Neto e Mobutu firmarono un accordo di frontiera il 22 luglio 1977. 
Il responsabile della CIA John Stockwell in Angola si dimise dopo l'invasione, spiegando in un articolo del The Washington Post dell'aprile del 1977 intitolato "Perché sto lasciando la CIA", che egli aveva avvertito il segretario di stato Henry Kissinger come un supporto americano continuo ai ribelli anti-governativi avrebbe potuto provocare una guerra con lo Zaire. Aggiunse inoltre che il coinvolgimento dell'Unione Sovietica in Angola giunse solo dopo ed in risposta alle interferenze americane.
Il FNLC invase nuovamente Shaba l'11 maggio 1978 e conquistò Kolwezi in due giorni. Mentre l'amministrazione Carter aveva creduto alle affermazioni di Cuba, la quale negava un suo coinvolgimento per Shaba I, e di conseguenza non sostenne Mobutu, ora gli Stati Uniti accusarono Castro di complicità. Quando in questa fase Mobutu chiese sostegno internazionale, gli Stati Uniti lavorarono insieme alla Francia e al Belgio per respingere l'invasione, fu la prima cooperazione militare tra Francia e Stati Uniti dai tempi della guerra del Vietnam. La legione straniera francese riprese Kolwezi dopo sette giorni di battaglia, 2 250 cittadini europei furono aerotrasportati in Belgio, anche se le forze del FNLC riuscirono a uccidere 80 europei e 200 africani. Il FNLC uccise, in un solo episodio, 34 civili europei che si erano nascosti in una stanza. Il FNLC ripiegò in Zambia, promettendo di ritornare in Angola. Le forze dello Zaire fecero sgombrare con la forza i civili presenti lungo il confine tra Shaba e Angola; Mobutu, per evitare altre invasioni, ordinò alle sue truppe di sparare a vista.
I negoziati tra MPLA e Zaire, mediati dal governo USA, portarono a un accordo di pace nel 1979 e alla fine del supporto alla guerriglia nei rispettivi paesi. Lo Zaire bloccò temporaneamente il suo supporto al FLEC, al FNLA e all'UNITA e l'Angola proibì altre attività al FNLC.

### MPLA diviso in fazioni
Il Ministro dell'Interno di Agostinho Neto, Nito Alves, aveva abbattuto con successo l'organizzazione nazionalista Revolta do Leste di Daniel Chipenda e la Revolta Activa di Mário Pinto de Andrade durante la guerra di indipendenza. La divisioni in fazioni all'interno del MPLA divenne un'occasione in più per consolidare il potere di Neto, il quale diede ad Alves il compito di reprimere il dissenso. Alves chiuse i Comitati Cabral ed Henda mentre stavano allargando la loro influenza all'interno del MPLA attraverso il controllo dei giornali nazionali e della televisione. Alves si recò in visita in Unione Sovietica nell'ottobre 1976. Al suo ritorno Neto cominciò a compiere le prime azioni per neutralizzare la fazione Nitistas, composta dai seguaci di Alves, vista da Neto come una minaccia. Agostinho Neto convocò il Comitato centrale del MPLA al completo, venne abolito il ministero dell'interno, la branca ufficiale del MPLA utilizzata dalla Nitistas, e istituì una commissione d'inchiesta. Netò utilizzò la commissione, ufficialmente creata per esaminare la divisione in fazioni, per indirizzare la Nitistas e diede ordine di stilare un rapporto di quanto emerso entro marzo 1977. Alves e il capo di stato maggiore José Van-Dunem, suo alleato politico, cominciarono a progettare un colpo di Stato.
Alves rappresentò il MPLA al XXV congresso del Partito Comunista dell'Unione Sovietica nel febbraio del 1977 e avrebbe ottenuto il supporto dall'Unione Sovietica per il colpo di Stato. Alves e Van-Dunem pianificarono di arrestare Neto il 21 marzo, prima del suo arrivo all'incontro del Comitato centrale e prima che la commissione presentasse il suo rapporto. Il MPLA cambiò il luogo dell'incontro poco prima che questi incominciasse, gettando nel caos il piano organizzato dai golpisti, ma Alves attese l'incontro e la presentazione del rapporto. La commissione d'inchiesta accusò Alves di fazionalismo, questi rispose accusando Neto di non aver allineato l'Angola all'Unione Sovietica. Dopo venti ore di dibattito, il partito approvò con votazione 26 a 6 la destituzione di Alves e di Van-Dunem dalla loro posizione.
Dieci carri armati insieme all'VIII brigata delle Forze armate per la liberazione dell'Angola fecero irruzione nella prigione di São Paulo alle 4 di notte del 27 maggio, uccidendo le guardie e liberando più di 150 sostenitori, 11 dei quali erano stati arrestati pochi giorni prima. La brigata prese il controllo della stazione-radio di Luanda alle 7, annunciando il golpe e definendosi MPLA Action Committee. La brigata chiese ai cittadini di dimostrare il loro supporto al golpe manifestando di fronte al palazzo presidenziale. La Nitistas catturò i generali Bula e Dangereaux, fedeli a Neto, ma quest'ultimo aveva lasciato il palazzo presidenziale per il ministero della difesa nel il timore della rivolta. Le truppe cubane riconquistarono il palazzo in seguito alla richiesta di Neto e si diressero alla stazione radio. Dopo un'ora di combattimenti, i cubani ripresero la stazione-radio e proseguirono verso la caserma dell'VIII brigata conquistandola all'una e mezza del pomeriggio. Mentre i cubani prendevano possesso del palazzo e della stazione-radio, la Nitistas rapiva sette leader del governo e delle forze armate uccidendone sei.
Il governo del MPLA, da maggio a novembre, fece arrestare decine di migliaia sospetti sostenitori della Nitistas, processandoli mediante corti segrete con la supervisione del ministro della difesa Iko Carreira. Quelli che vennero dichiarati colpevoli furono uccisi e sepolti in fosse segrete, tra questi figuravano Van-Dunem, il comandante dell'VIII brigata Jacobo "Immortal Monster" Caetano e il commissario politico Eduardo Evaristo. Si stima che alla fine circa 18 000 sostenitori, o presunti tali, di Nito Alves furono uccisi dalle truppe cubane e del MPLA nei due anni successivi il tentato golpe, altre stime portano le cifre a più di 70 000. Il tentato colpo di Stato ebbe delle ripercussioni sulle relazioni internazionali dell'Angola, Alves si era opposto alla politica estera di Neto di non-allineamento, di evoluzione del socialismo e multirazzismo, favorendo relazioni più forti con l'URSS, la quale voleva basi militari in Angola. Mentre le truppe cubane aiutarono Neto a scongiurare il colpo di Stato, sia Neto sia Alves credevano che l'Unione Sovietica sostenesse l'estromissione di Neto. Il ministro della difesa cubano Raúl Castro inviò altri 4 000 soldati per prevenire altri dissidi nella leadership del MPLA e ad agosto incontrò Neto in segno di solidarietà. Al contrario, la sfiducia di Neto nei confronti dei sovietici ne incrinò i rapporti. In dicembre il MPLA tenne il suo primo congresso e cambiò il nome in MPLA-Partito dei lavoratori (MPLA-PT). Il tentato golpe della Nitistas fece pagare un duro conto al MPLA, se nel 1975 si contavano 200 000 iscritti al MPLA, dopo il primo congresso vi fu un calo di 30 000

### L'ascesa di dos Santos
I sovietici provarono ad aumentare la loro influenza a Luanda, all'inizio inviando busti di Lenin, un aereo pieno di opuscoli contenenti il discorso di Leonid Il'ič Brežnev al Congresso del Partito del 1976 e due aerei pieni di opuscoli che denunciavano Mao Zedong. Vennero inviati così tanti busti che nell'estate del 1976 scarseggiavano e ne vennero ordinati altri al Dipartimento per la propaganda del PCUS. Nonostante le migliori offerte proposte dalla propaganda sovietica e l'attività di lobby di G. A. Zverev, l'incaricato per gli affari sovietico, Neto rimase sulle sue posizioni rifiutando di concedere ai sovietici delle basi in Angola. Oltretutto Neto, insieme al Ministro della Difesa Iko Carreira e al Segretario generale del MPLA Lúcio Lara ostacolarono la leadership sovietica con le loro politiche e personalità. Con Alves fuori dai giochi, l'Unione Sovietica lanciò il primo ministro Lopo do Nascimento contro Neto per la conquista della leadership del MPLA. Neto si mosse velocemente per schiacciare il suo avversario. Il Comitato centrale del MPLA si incontrò dal 6 al 9 dicembre, il meeting si concluse con la destituzione di Nascimento sia dalla carica di primo ministro e segretario del Politburo, sia da quella di direttore della Televisione nazionale e del Giornale dell'Angola. C. R. Dilolua si dimise dalla carica di vice-primo ministro e membro del Politburo. Nello stesso mese il Comitato abolì la carica di Primo Ministro e vice-Primo Ministro. Per preparare la strada a dos Santos, Neto aumentò la composizione etnica dell'ufficio politico del Partito e rimosse i vecchi membri con nuove leve. In data 5 luglio 1979 Neto pubblicò un decreto con il quale imponeva a tutti i cittadini di prestare il servizio militare per tre anni dopo aver compiuto 18 anni. Il 3 agosto 1979 il MPLA consegnò un rapporto all'ONU nel quale chiedeva 293 milioni di dollari al Sudafrica per i danni subiti a causa degli attacchi dal 1976 al 1979. L'11 agosto il Movimento Popolare per la Liberazione del Cabinda attaccava una base cubana vicino a Tshiowa.
Il presidente Neto morì a Mosca causa di un tumore il 10 settembre 1979. Il MPLA dichiarò 45 giorni di lutto, i funerali si svolsero il 17 al palazzo del popolo, vi parteciparono molti rappresentanti esteri, tra i quali il presidente dell'Organizzazione dell'unità africana William R. Tolbert, Jr della Liberia. Il Comitato centrale del MPLA con voto unanime elesse presidente José Eduardo dos Santos, il quale fece giuramento il 21 settembre. Durante la presidenza di Dos Santos le truppe angolane attraversarono, per la prima volta, il confine con la Namibia il 31 ottobre entrando a Kavango. Il giorno dopo i governi di Angola, Zambia e Zaire stipularono un patto di non aggressione. Il 2 novembre 1979, il Consiglio di Sicurezza dell'ONU condannò gli attacchi condotti dalle truppe sudafricane nell'Angola meridionale e invitò il Sudafrica a rispettare la sovranità dell'Angola.

## Anni '80

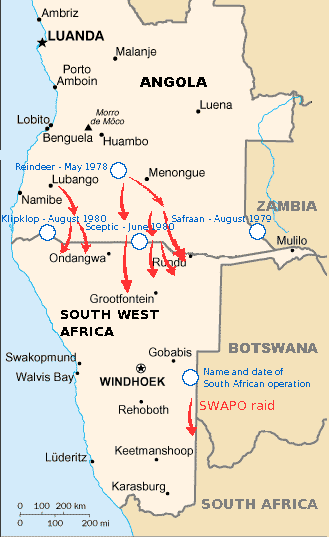
Operazioni del SWAPO e del Sudafrica tra il 1978 e il 1980

Negli anni ottanta i combattimenti varcarono i confini sud-est dell'Angola, zona nella quale si erano registrati la maggior parte degli scontri negli anni settanta, di conseguenza le forze armate della Repubblica Democratica del Congo e il SWAPO intensificarono le loro attività. Il governo sudafricano rispose inviando nuovamente delle truppe in Angola, un intervento che durerà dal 1981 fino al 1987 e che spinse l'URSS ad inviare grosse quantità di aiuti militari dal 1981 fino al 1986. L'Unione Sovietica diede al MPLA più di 2 miliardi di dollari in aiuti nel 1984. Nel 1981 il neoeletto presidente statunitense Ronald Reagan e l'assistente al Segretario di Stato Chester Crocker, responsabile per gli affari africani, svilupparono un programma che prese il nome di Linklage mediante il quale legare l'indipendenza della Namibia dai cubani alla pace in Angola.
I militari sudafricani (SADF) attaccarono gli insorti nella provincia di Cunene il 12 maggio 1980. Il ministro della difesa angolano accusò il Sudafrica di aver ferito e ucciso i civili. Nove giorni più tardi le forze sudafricane attaccarono nuovamente, stavolta nella provincia di Cuando Cubango, ed il MPLA minacciò una risposta armata. La SADF lanciò un'invasione dell'Angola su vasta scala attraverso Cunene e Cuando-Cubango il 7 giugno, il quartier generale operativo del SWAPO venne distrutto il 13 giugno in quello che venne definito dal Primo ministro Pieter Willem Botha un attacco shock. Il 24 giugno il MPLA arrestò 120 angolani mentre cercavano di piazzare dell'esplosivo a Luanda, sventando un piano probabilmente organizzato dal Sudafrica. Tre giorni dopo il Consiglio di Sicurezza dell'ONU convocò l'ambasciatore angolano presso l'ONU e condannò le incursioni del Sudafrica. Anche il presidente dello Zaire, Mobutu, si schierò con il MPLA. Il governo del MPLA registrò 529 istanze nelle quali si denunciavano violazioni della sovranità da parte del Sudafrica tra gennaio e giugno del 1980.

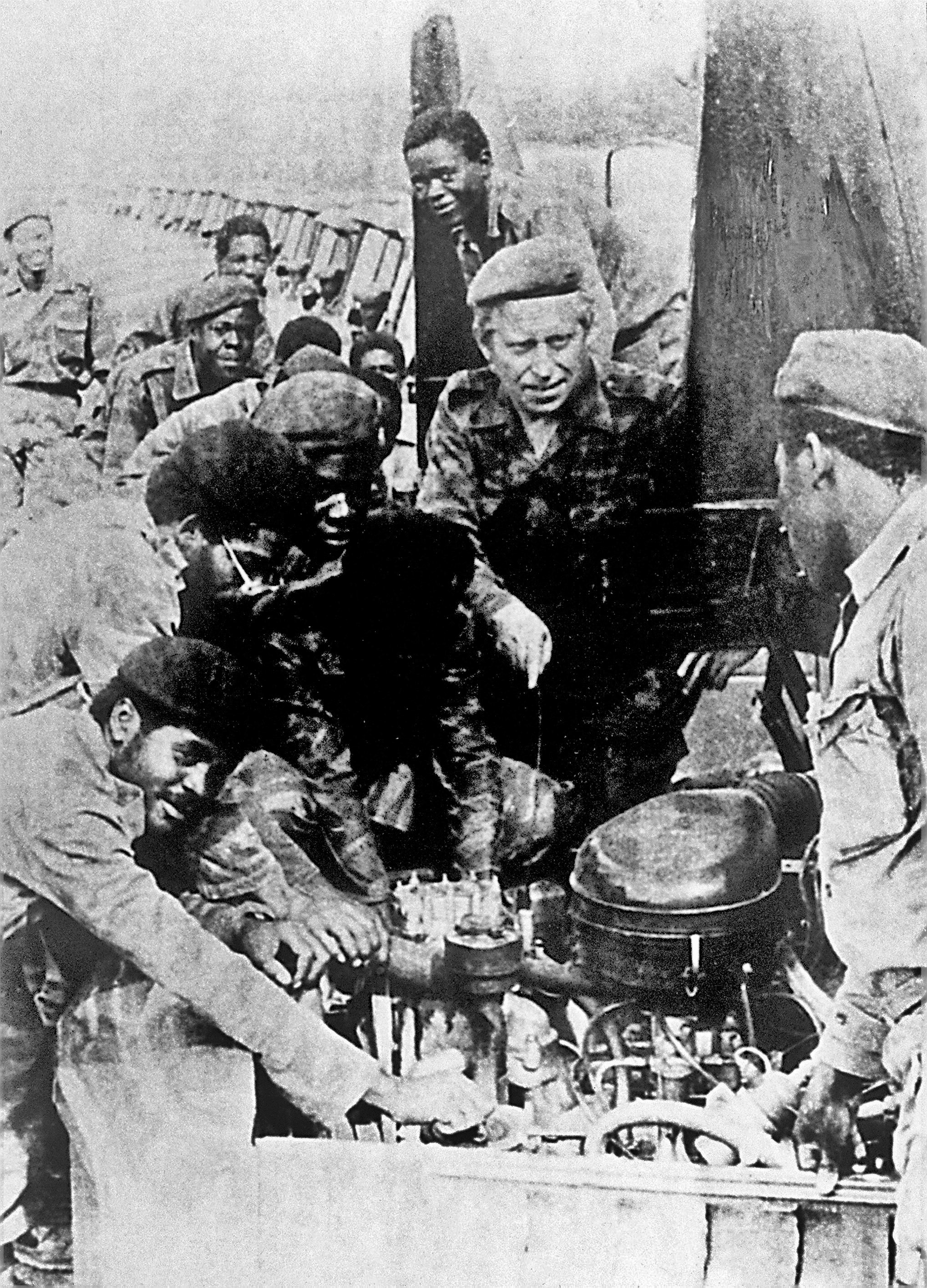
1983; consiglieri sovietici e dell'est in Angola

Cuba aumentò le sue truppe in Angola dalle 35 000 del 1982 alle 40 000 del 1985. Le forze sudafricane tentarono di conquistare la capitale della provincia di Huíla, Lubango, con l'Operazione Askari nel dicembre 1983. Inoltre per migliorare le capacità di combattimento del MPLA, la Romania inviò 150 istruttori di volo ed altro personale di volo i quali contribuirono a creare la Scuola di aviazione militare angolana.
Il 2 giugno 1985 i conservatori americani tennero la Internazionale democratica, un incontro simbolico di militanti anti-comunisti, nel quartier generale dell'UNITA a Jamba. Finanziata soprattutto da Rite Aid, fondata da Lewis Lehrman ed organizzata dagli attivisti anti-comunisti Jack Abramoff e Jack Wheeler, tra i partecipanti vi furono: Jonas Savimbi, Adolfo Calero (leader dei Contras del Nicaragua), Pa Kao Her (leader dei ribelli Hmong), il tenente colonnello statunitense Oliver North, le forze di sicurezza sudafricane, il leader Mujahideen Abdul Rahim Wardak, il conservatore statunitense Jack Wheeler e molti altri. L'amministrazione Reagan, evitò di sostenere pubblicamente l'evento ma in privato lo approvò pienamente. Il governo di Israele e Sudafrica ne sostennero l'idea ma ritennero sconsigliabile ospitare la conferenza.
I partecipanti rilasciarono un comunicato:
La Camera dei rappresentanti americana votò 236 a 185 a favore dell'abrogazione dell'emendamento Clark l'11 luglio 1985. Il governo del MPLA attaccò un mese più tardi l'UNITA a partire da Luena, in direzione Cazombo e lungo la ferrovia Benguela, l'operazione prese il nome di Congresso II, Cazombo fu presa il 18 settembre. Le forze del MPLA tentarono senza successo di conquistare i depositi di forniture dell'UNITA a Mavinga. L'attacco fallì ma molte versioni diverse dell'operazione furono rilasciate; l'UNITA sostenne che agenti sovietici guidarono le truppe del MPLA, mentre il governo dichiarò che l'UNITA fece affidamento sulle forze sudafricane per difendersi dagli attacchi del MPLA. Il governo sudafricano ammise di aver combattuto nell'area, ma contro i miliziani del SWAPO.

### Aggravarsi del conflitto

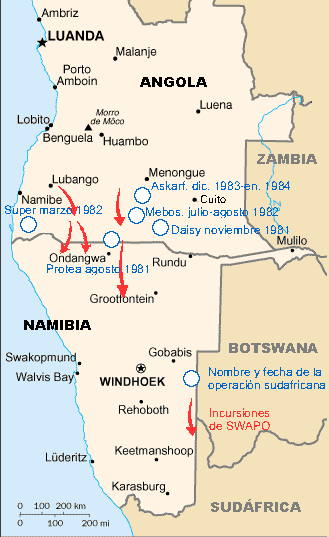
Operazioni del SWAPO e delle forze sudafricane nel periodo 1981-1984

Dal 1986, l'Angola incominciò ad assumere un ruolo più centrale nella guerra fredda, l'Unione Sovietica, Cuba e altri Paesi del blocco dell'est aumentarono gli aiuti al governo del MPLA, mentre i conservatori americani iniziarono a sostenere maggiormente l'UNITA di Savimbi; quest'ultimo sviluppò rapporti forti con influenti conservatori americani, i quali vedevano in lui una chiave per opporsi ai sovietici. Il conflitto si aggravò rapidamente e sia Washington sia Mosca lo considerarono strategico per la guerra fredda.
L'Unione Sovietica diede 1 miliardo di dollari in aiuti al governo del MPLA e Cuba inviò altre 2 000 truppe nel 1986, le quali si aggiunsero alle 35 000 già presenti in Angola, per proteggere le piattaforme della Chevron Corporation. Savimbi, in un'intervista del 31 gennaio al Foreign Policy, aveva definito la presenza della Chevron in Angola, già protetta dalle truppe cubane, un obiettivo dell'UNITA.
Tra i conservatori di Washington con i quali Savimbi strinse importanti rapporti c'erano Michael Johns (analista di politica estera per la Heritage Foundation e avvocato di Savimbi), Grover Norquist (presidente dell'Americans for Tax Reform e consigliere economico di Savimbi) ed altri che giocarono un ruolo importante nell'aumento di aiuti segreti forniti all'UNITA e si recarono da Savimbi presso il suo quartier generale di Jamba per sostenerlo con aiuti militari e politici. Con un maggior sostegno da parte degli Stati Uniti la guerra andò verso un'escalation, sia in termini di intensità sia in importanza nell'ottica della guerra fredda.
Oltre al maggior supporto militare, l'amministrazione Reagan e i suoi alleati conservatori si mossero per aumentare il riconoscimento nei confronti di Savimbi e dell'UNITA come soggetti chiave della guerra fredda. Nel gennaio 1986 Reagan invitò Savimbi alla Casa Bianca, dopo questo incontro parlò di come l'UNITA stesse ottenendo una vittoria che "elettrizza il mondo". Due mesi dopo Reagan annunciò la consegna di missili FIM-92 Stinger, una parte di 25 milioni di dollari di aiuti che l'UNITA riceveva dal governo statunitense. Jeremias Chitunda, rappresentante dell'UNITA per gli Stati Uniti, divenne vicepresidente del partito al VI congresso dell'UNITA. Il 10 settembre Fidel Castro propose il ritiro delle truppe straniere dall'Angola e dalla Namibia, una precondizione per effettuare il ritiro delle truppe cubane dall'Angola.

### Kuito Kuanavale e gli accordi di New York
Le forze dell'UNITA e del Sudafrica attaccarono la base del MPLA a Kuito Kuanavale, nella provincia di Cuando Cubango, dal 13 gennaio al 23 marzo 1988; fu la seconda più grande battaglia nella storia dell'Africa, dopo quella di El-Alamein e la prima per grandezza nell'Africa sub-sahariana dai tempi del secondo conflitto mondiale. Kuito Kuanavale non era importante per la sua dimensione o per la sua ricchezza, ma per la sua localizzazione. Le forze sudafricane mantennero la supervisione sulla città mediante i nuovi cannoni G-5. Entrambe le parti dichiararono di essere usciti vincitori dalla battaglia di Kuito Kuanavale.
Fidel Castro affermò come, con questa manovra, per il Sudafrica i costi per continuare la guerra sarebbero aumentati molto e dispose le truppe cubane nella posizione più aggressiva, sostenendo che si stesse preparando a lasciare l'Angola. Secondo i cubani i costi politici, economici e tecnici che il Sudafrica stava affrontando per mantenere la sua presenza in Angola erano troppo elevati. D'altra parte i sudafricani credevano che aver indicato la loro volontà di risolvere la situazione mediante un test nucleare avrebbe alla fine costretto i cubani ad un accordo
Le truppe cubane furono accusate di aver utilizzato il gas nervino contro le truppe dell'UNITA durante la guerra civile. Il tossicologo Aubin Heyndrickx studiò le prove, inclusi dei campioni raccolti dopo la battaglia di Kuito Kuanavale e affermò come: "non ci fossero altri dubbi sul fatto che i cubani avessero fatto uso di gas nervino contro le truppe di Jonas Savimbi."
Il governo cubano aderì ai negoziati il 28 gennaio 1988 e tutte e tre le parti si incontrarono il 9 marzo. Il governo sudafricano vi fece ingresso il 3 maggio, le parti si incontrarono a giugno e ad agosto a New York e a Ginevra. Tutte le parti si accordarono per un cessate il fuoco il 9 agosto. Rappresentanti dei governi di Angola, Cuba e Sudafrica firmarono gli accordi di New York, i quali garantivano l'indipendenza della Namibia e ponevano termine al coinvolgimento di truppe straniere nella guerra civile, era il 22 dicembre 1988. Il giorno successivo il Consiglio di Sicurezza dell'ONU approvò la risoluzione 626 creando così la forza di peace-keeping United Nations Angola Verification Mission. Le truppe dell'UNAVEM giunsero in Angola nel gennaio 1989.

### Cessate il fuoco
Non appena una componente diplomatica, oltre a quella militare, si inserì nella guerra civile angolana due alleati chiave di Savimbi, Howard Philips del The Conservative Caucus e Michael Johns della Heritage Foundation si recarono in Angola da Savimbi per convincerlo ad andare negli Stati Uniti nella primavera 1989 per sostenerli, insieme ad altri conservatori, nella loro azione per mantenere gli aiuti americani all'UNITA.
Nel giugno 1989, il presidente dello Zaire Mobutu invitò 18 leader africani, tra questi figuravano anche Savimbi e Dos Santos, nel suo palazzo a Gbadolite per dei negoziati. Savimbi e Dos Santos si incontrarono per la prima volta e il 22 giugno si accordarono per la Dichiarazione di Gbadolite, un cessate il fuoco in vista di un futuro accordo di pace. Il Presidente dello Zambia Kenneth Kaunda pochi giorni dopo la dichiarazione disse che Savimbi era favorevole a lasciare Angola ed andare in esilio, un'affermazione che Mobutu, gli Stati Uniti e lo stesso Savimbi contestarono. Dos Santos concordava con l'interpretazione di Kaunda, disse che Savimbi era d'accordo a lasciare temporaneamente il paese.
Il 23 agosto Dos Santos si lamentò del fatto che USA e Sudafrica continuassero a sostenere l'UNITA, avvisando che attività del genere avrebbero rotto il già fragile cessate il fuoco. Il giorno successivo Savimbi, citando le dichiarazioni di Kaunda secondo le quali Savimbi avrebbe lasciato il paese e l'UNITA si sarebbe sciolta, annunciò che l'UNITA non avrebbe più rispettato il cessate il fuoco. Il governo del MPLA rispose alle dichiarazioni di Savimbi inviando le truppe da Kuito Kuanavale, sotto il controllo del MPLA, a Mavinga, sotto il controllo dell'UNITA. Il cessate il fuoco si ruppe con Dos Santos e gli Stati Uniti che si incolpavano reciprocamente della ripresa degli scontri armati.

## Anni '90
Mutamenti nella politica estera e vittorie militari in patria permisero al governo una transizione da uno Stato definito comunista ad uno definito democratico. La dichiarazione di indipendenza della Namibia, riconosciuta a livello internazionale il 1º aprile, fece terminare gli scontri sul fronte sudorientale con le truppe sudafricane che si ritirarono ad est. Il MPLA abolì il sistema monopartitico in giugno e a dicembre, nel terzo congresso, abbandonò il marxismo-leninismo cambiando il nome del partito da MPLA-PT a MPLA. Nel maggio 1991, in coincidenza con il ritiro delle ultime truppe cubane, l'Assemblea nazionale approvò la legge 12/91 la quale definiva l'Angola "uno Stato democratico basato sul Rule of Law" e con un sistema multi-partitico. Molti osservatori guardarono questi cambiamenti con scetticismo. Il giornalista statunitense Karl Maier scrisse "Nella nuova Angola l'ideologia è stata rimpiazzata dalla linea di fondo, così sicurezza e abilità negli esplosivi sono divenuti un affare molto lucroso. Con la sua ricchezza in petrolio e diamanti l'Angola è come una grossa carcassa gonfia e gli avvoltoi volano su di essa. Gli ex alleati di Savimbi sono passati dall'altra parte, attirati dall'odore della moneta"

### Black, Manafort, Stone e Kelly
Le truppe governative ferirono Savimbi in battaglia nel gennaio-febbraio 1990, le ferite però non furono tanto gravi da restringere la sua mobilità. In dicembre si recò a Washington ed incontrò ancora George Bush senior, era il quarto di cinque viaggi negli Stati Uniti. Savimbi pagò cinque milioni di dollari la società di lobby Black, Manafort, Stone e Kelly per effettuare attività di lobby sul governo federale in modo da ottenere degli aiuti, un'immagine dell'UNITA che fosse favorevole nei media occidentali ed supporto tra i politicanti di Washington. Savimbi ottenne molti risultati.
I senatori Larry Smith e Dante Fascell lavorarono insieme alla Cuban American National Foundation, rappresentata da Claude Pepper della Florida, Neal Blair del Free the Eagle e Howard Phillips del Conservative Caucus, per abrogare l'emendamento Clark nel 1985. Dall'abolizione dell'emendamento nel 1985 fino al 1992, il Governo degli Stati Uniti diede a Savimbi 60 milioni di dollari all'anno, per un totale di 420 milioni. Una notevole parte degli aiuti fu usata da Savimbi per spese personali. Archivi esteri della Black, Manafort, catalogati con il dipartimento di giustizia americano, mostrarono le spese di Savimbi durante le sue visite negli Stati Uniti; nel dicembre del 1990 spese 136 424 dollari all'hotel Park Hyatt e 2 705 in mance. Nell'ottobre 1991 ne spese quasi 473 000 durante il suo fine settimana di visita a Washington e Manhattan, 98 022 per la fattura dell'hotel Park Hyatt, 26 709 per gli autisti della limousine a Washington e altri 5 293 a Manhattan. Paul Manafort, un socio nell'azienda, addebitò a Savimbi 19 300 dollari per consulenze ed altri 1 712 per spese, inoltre acquistò per 1 143 dollari un kit di sopravvivenza dalla Motorola. Quando nel 1990 in un'intervista chiesero a Black delle violazioni dei diritti umani sotto Savimbi, Black rispose: "Adesso quando sei in una guerra, provi a gestire una guerra, quando il nemico...non è più lontano di un paio di ore da te, non dovresti muoverti nel tuo territorio secondo le regole del New Hampshire".

### Accordi di Bicesse
Il 31 maggio 1991 il Presidente Dos Santos incontrò Savimbi a Lisbona e firmarono gli Accordi di Bicesse, il primo di tre grandi accordi di pace, con la mediazione del Portogallo. Gli accordi impostarono la transizione verso un sistema democratico multipartitico, sotto la supervisione della missione ONU UNAVEM II, con elezioni presidenziali entro un anno. L'accordo tentava di smobilitare i 152 000 miliziani e inglobarli, insieme alle truppe governative e ai ribelli dell'UNITA, nelle forze armate angolane (FAA) composte da 50 000 uomini. Le FAA dovevano essere composte da 40 000 soldati per l'esercito terrestre, 6 000 per la marina e 4 000 per l'aeronautica. Mentre l'UNITA, in gran parte, non venne disarmata, le FAA aderirono all'accordo e lasciarono il governo svantaggiato.
Il primo turno delle elezioni presidenziali si tenne il 29-30 settembre 1992, Dos Santos ricevette il 49,57% e Savimbi il 40,6%. La legge elettorale prevedeva un secondo turno, se nessuna forza avesse ottenuto più del 50%. Savimbi insieme a otto partiti di opposizione e molti altri osservatori disse che le elezioni non furono ne libere ne eque. Un osservatore ufficiale scrisse che c'era una piccola supervisione dell'ONU, 500 000 elettori dell'UNITA erano prigionieri e c'erano 100 seggi elettorali clandestini. Savimbi inviò il vicepresidente dell'UNITA Jeremias Chitunda a Luanda per negoziare le condizioni per il secondo turno. Il percorso elettorale si ruppe il 31 ottobre quando le truppe governative a Luanda attaccarono l'UNITA. I civili, utilizzando delle pistole ricevute dalla polizia pochi giorni prima, portarono avanti dei raid casa per casa insieme polizia, centinaia di sostenitori dell'UNITA furono incarcerati e uccisi. Molti civili furono seppelliti dalle forze governative in fosse comuni. Il 2 novembre venne assaltato il convoglio di Chitunda, una volta estratto dall'auto gli spararono in faccia insieme ad altre due persone che erano con lui. Il MPLA uccise più di 10 000 sostenitori dell'UNITA e del FNLA in pochi giorni, in tutta la nazione, l'evento è conosciuto come il massacro di Hallowen. Savimbi rifiutò di partecipare al secondo turno e riaprì lo scontro armato con il MPLA.
L'UNITA con una serie di importanti vittorie riuscì a prendere il controllo di Caxito, Huambo, M'banza Kongo, Ndalatando e Uíge, capitali di provincia che non fu in grado di conquistare dal 1976, e si diresse verso Kuito, Luena e Malange. Mentre i governi degli Stati Uniti e del Sudafrica bloccarono gli aiuti all'UNITA, questi continuavano da parte dello Zaire di Mobutu. Nel gennaio 1993 l'UNITA tentò di prendere il controllo di Cabinda. Edward DeJarnette, direttore dell'ufficio relazioni in Angola per gli Stati Uniti per l'amministrazione Clinton, avvertì Savimbi che se l'UNITA avesse alterato o bloccato la produzione di Cabinda, gli Stati Uniti avrebbero posto la parola fine agli aiuti. Il 9 gennaio l'UNITA avviò la cosiddetta Guerra delle città, una battaglia di 55 giorni su Huambo. Centinaia di migliaia di persone fuggirono e 10 000 furono uccise prima che l'UNITA prendesse il controllo il 7 marzo. Il governo portò avanti la pulizia etnica dei Bakongo e, in misura minore, dei Ovimbundu in molte città, soprattutto a Luanda in quello che viene ricordato come il massacro del Bloody friday del 22 gennaio. Rappresentanti del governo e dell'UNITA si incontrarono cinque giorni dopo in Etiopia ma i negoziati per ristabilire la pace fallirono. Il Consiglio di sicurezza delle Nazioni Unite, il 15 settembre 1993, con la Risoluzione 864 vietò la vendita di armi e carburante all'UNITA. Probabilmente, il mutamento più chiaro nella politica estera americana si ebbe quando il presidente Bill Clinton, con l'ordine esecutivo 12865 del 23 settembre, definì l'UNITA come "una minaccia costante agli obiettivi di politica estera degli Stati Uniti". Nell'agosto 1993 l'UNITA aveva il controllo del 70 % dell'Angola ma le vittorie militari del governo nel 1994 la spinsero a chiedere la pace. Nel novembre 1994 aveva preso il controllo del 60 % del paese. Savimbi definì la situazione dell'UNITA come la "crisi più profonda" dai tempi della sua creazione. Si stima che circa 120 000 persone furono uccise nei primi otto mesi dopo le elezioni del 1992, quasi la metà delle perdite che si erano registrate nei sedici anni di guerra precedenti. Entrambe le parti continuavano a compiere diffuse e sistematiche violazioni delle leggi di guerra con l'UNITA, in particolare, colpevole di bombardamenti indiscriminati sulle città assediate, provocando così molte vittime tra i civili. Le forze governative del MPLA utilizzavano in modo indiscriminato l'aeronautica con, anche in questo caso, molte vittime tra i civili. Il Protocollo di Lusaka del 1994 riaffermava gli Accordi di Bicesse.

### Protocollo di Lusaka
Savimbi, non disposto a firmare personalmente un accordo, inviò l'ex segretario generale dell'UNITA Eugenio Manuvakola al suo posto. Il 31 ottobre 1994 Manuvakola e il ministro degli esteri angolano Venacio de Moura stipularono il Protocollo di Lusaka, concordando sul disarmo e l'integrazione dell'UNITA. Entrambe le parti firmarono un cessate il fuoco come parte del protocollo il 20 novembre. Secondo l'accordo l'UNITA avrebbe cessato le ostilità e sarebbe stata smobilitata, 5 500 membri dell'UNITA, inclusi 180 miliziani, sarebbero entrati nella Polizia nazionale angolana, 1 200 membri dell'UNITA, tra questi 40 miliziani, avrebbero fatto parte forza di reazione rapida della polizia e i generali sarebbero diventati ufficiali delle forze armate angolane. I mercenari stranieri sarebbero tornati ai loro paese e tutte le parti avrebbero smesso di acquistare armi dall'estero. L'accordo conferiva all'UNITA una sede nazionale e circoli politici. Il governo era d'accordo a conferire a membri dell'UNITA la guida dei ministeri delle miniere, del commercio, della salute e del turismo, in aggiunta a sette cariche come vice-ministro, ambasciatori, governatori del Uíge, Lunda Sul e Cuando Cubango, vice governatori, amministratori municipali, vice amministratori e amministratori municipali. Il governo avrebbe rilasciato tutti i prigionieri e concesso l'amnistia a tutti i miliziani coinvolti nella guerra civile. Il Presidente dello Zimbabwe Robert Mugabe e del Sudafrica Nelson Mandela si incontrarono a Lusaka il 15 novembre 1994 per sottolineare simbolicamente il sostegno al protocollo. Mugabe e Mandela affermarono entrambi che erano disposti a incontrare Savimbi, Mandela lo invitò in Sudafrica, ma Savimbi non accettò. L'accordo creò una commissione congiunta composta da ufficiali del governo angolano, dell'UNITA e dell'ONU e con osservatori del Portogallo, Stati Uniti, e Russia, per monitorare l'attuazione dell'accordo. Le violazioni del protocollo sarebbero state discusse dalla commissione. Le previsioni del protocollo, l'assorbimento dell'UNITA nei militari nazionali, un cessate il fuoco e il governo di unità, erano simili ai punti degli accordi di Alvor, il trattato che porto l'Angola all'indipendenza dal Portogallo nel 1975. Molti degli stessi problemi, il sospetto reciproco tra UNITA e MPLA, la scarsa sorveglianza internazionale, l'importazione di armi straniere e un'attenzione smodata al bilanciamento dei poteri, portò al fallimento del protocollo.

### Armamenti
Nel gennaio 1995 il presidente statunitense Bill Clinton mandò il suo plenipotenziario per l'Angola Paul Hare a sostenere il Protocollo di Lusaka, sottolineando l'importanza del cessate il fuoco tra governo e UNITA e la necessità di assistenza esterna ad entrambe le forze. Le Nazioni Unite furono d'accordo ad inviare una forza di peace-keeping in data 8 febbraio. Savimbi incontrò Mandela in maggio. Poco tempo dopo, il 18 giugno, il MPLA offrì a Savimbi la posizione di vicepresidente, con Dos Santos presidente e un altro vice scelto dalle file del MPLA. Savimbi disse a Mandela che si sentiva pronto a "servire in qualunque modo possa aiutare il mio paese", ma non accettò l'offerta fino al 12 agosto. Le operazioni e le analisi della CIA e del Dipartimento della Difesa americano in Angola si allargano fino ad offrire una cessazione negli acquisti di armamenti, ma con scarso successo. Il governo angolano acquistò 6 Mil Mi-17 dall'Ucraina nel 1995, degli aerei d'assalto L-39 dalla Repubblica Ceca nel 1998, cartucce ed uniformi dalla Industria per la difesa dello Zimbabwe, cartucce e armi dall'Ucraina nel 1998 - 1999. Il monitoraggio da parte degli USA calò sensibilmente nel 1997, quando gli eventi in Zaire, Congo e Liberia occuparono molto di più l'attenzione del governo statunitense. Nel 1999 l'UNITA acquistò 20 missili FROG-7 e tre FOX-7 dalla Corea del Nord.
In data 8 febbraio 1996 le Nazioni Unite estero il loro mandato. In marzo Savimbi e Dos Santos si accordarono formalmente per costituire una coalizione di governo. Nell'agosto dello stesso anno il governo fece espellere 2 000 africani occidentali e immigrati libanesi con l'Operazione Cancer Two, costoro erano accusati di essere la causa dell'aumento della criminalità. Nel 1996 il governo angolano acquistò dell'equipaggiamento militare dall'India, due elicotteri Mil Mi-24 e tre Sukhoi Su-17 dal Kazakistan in dicembre e degli elicotteri dalla Slovacchia in marzo.
La comunità internazionale sostenne la formazione di un governo di unità e riconciliazione nazionale nell'aprile del 1997, ma l'UNITA non permise al MPLA di insediarsi in 60 città. Il Consiglio di sicurezza delle Nazioni Unite applicò delle sanzioni all'UNITA mediante la Risoluzione 1127 approvata il 28 agosto 1997, l'atto vietava ai leader dell'UNITA di viaggiare all'estero, ne chiudeva le ambasciate e sulle zone controllate dall'UNITA imponeva una no-fly zone. Il Consiglio di Sicurezza aumentava le sanzioni il 12 giugno 1998 attraverso la Risoluzione 1173 imponendo una certificazione del governo per il commercio di diamanti e congelando i depositi bancari dell'UNITA.
Le Nazioni Unite spesero 1,6 miliardi di dollari dal 1994 al 1998 per mantenere la forza di peace-keeping. I militari angolani attaccarono le forze dell'UNITA sui monti centrali il 4 dicembre 1998, il giorno prima del IV congresso del MPLA. Dos Santos, il giorno dopo, disse ai delegati che la guerra era l'unica via per giungere alla pace, rifiutò il Protocollo di Lusaka e chiese al MONUA di andarsene. Nel febbraio 1999 il Consiglio di Sicurezza fece ritirare gli ultimi componenti del personale del MONUA rimasti. Alla fine del 1998 molti comandanti dell'UNITA, in contrasto con la leadership di Savimbi, formarono l'UNITA renovada un gruppo separato di militanti. Tra il 1999 e il 2000 in migliaia disertarono dall'UNITA.
Nel settembre 1999 i militari angolani lanciarono l'Operazione Restore, una vasta offensiva mediante la quale vennero riconquistate Nharea, Mungo, Andulo e Bailundo, quest'ultimo era il quartier generale di Savimbi solo un anno prima. Il Consiglio di Sicurezza approvò il 15 ottobre la Risoluzione 1268, la quale chiedeva al Segretario Generale dell'ONU Kofi Annan di informare ogni tre mesi il Consiglio di Sicurezza sulla situazione in Angola. Dos Santos offrì un'amnistia ai militanti dell'UNITA l'11 novembre. In dicembre il Capo di Stato maggiore João de Matos affermò che le forze armate angolane avevano distrutto l'80% dei militanti dell'UNITA e sequestrato 15 000 tonnellate di equipaggiamento militare. In seguito allo scioglimento della coalizione di governo, Savimbi si ritirava nella sua base storica di Moxico e si preparava alla battaglia.

### Traffico di diamanti
L'abilità degli uomini dell'UNITA nell'estrarre e vendere all'estero i diamanti gli permise di raccogliere fondi per continuare la guerra, nonostante il supporto del mondo occidentale e della popolazione locale fosse venuto meno. Nel 1990 De Beers ed Endiama stipularono un contratto che permetteva al primo di gestire l'esportazione dei diamanti angolani. Secondo il rapporto Fowler delle Nazioni Unite, Joe De Deker, un ex-azionista di De Beers, lavorò con il governo dello Zaire per fornire equipaggiamento militare all'UNITA dal 1993 al 1997. Il fratello di De Deker, Ronnie, presumibilmente volò dal Sudafrica all'Angola portando con sé armamenti fabbricati in Europa dell'est. Al ritorno l'UNITA diede a Ronnie una busta di diamanti del valore di 6 milioni di dollari. De Deker inviò i diamanti all'ufficio acquisti di De Beer ad Anversa. De Beers ammise liberamente di aver speso, solo nel 1992, 500 milioni di dollari tra diamanti legali e illegali provenienti dall'Angola. Le Nazioni Unite stimarono che tra il 1992 e il 1998 gli angolani ottennero tra i tre ed i quattro miliardi di dollari con il traffico di diamanti. Secondo un'altra stima, sempre delle Nazioni Unite, l'UNITA avrebbe ottenuto almeno 3,72 miliardi di dollari dal 93% dei diamanti venduti, nonostante le sanzioni internazionali.
La Executive Outcomes (EO), una compagnia militare privata, ebbe un ruolo molto importante nel mutare le sorti della guerra per il MPLA. Un esperto di difesa statunitense disse che i soldi per la EO furono "i migliori cinque o sei milioni di dollari che il governo angolano aveva mai speso". La Heritage Oil and Gas, e presumibilmente anche De Beers, incaricarono la EO di proteggere le loro operazioni in Angola. La Executive Outcomes addestrò 5 000 uomini e 30 piloti da combattimento nei campi di Lunda Sul, Cabo Ledo, e Dondo.
Lo stato di guerra tra l'altro tenne bassa la loro produzione, facendo lievitare i prezzi, per cui le poche imprese disposte a rischiare rimanendo in Angola riscuotevano ottimi introiti, dovendo mantenere in genere grossi eserciti privati, offrendo con ciò mano libera nello sfruttamento di ogni risorsa senza concorrenza o controversie sindacali. Spesso questi aprivano il fuoco a chiunque venisse scoperto a scavare in cerca di diamanti da prendere con sé nei pressi delle miniere delle compagnie, arrivando persino a sparare contro i contadini che zappavano i campi, scambiati per minatori abusivi.

### Il separatismo del Cabinda

In rosso il territorio del Cabinda

Il territorio del Cabinda è posto a nord dell'Angola, separato dal resto dello Stato da una striscia di terra di 60 km appartenente alla Repubblica Democratica del Congo. La Costituzione portoghese del 1933 indicava l'Angola e Cabinda come provincie oltremare. Il Fronte per la Liberazione dell'Enclave del Cabinda (FLEC) venne costituito nel 1963 durante la guerra di indipendenza dal Portogallo. Contrariamente al nome, il Cabinda è un'exclave, non un'enclave. Più tardi il FLEC si divise nelle Forze Armate di Cabinda (FLEC-FAC) e nel FLEC-Renovada). Molte altre fazioni si formarono dalle scissioni da questi movimenti, ma il FLEC-Renovada rimase il più importante per le sue dimensioni e la sua tattica. I membri del FLEC-Renovada tagliarono nasi ed orecchie agli ufficiali del governo, un modus operandi molto simile a quello del Fronte Unito Rivoluzionario della Sierra Leone degli anni novanta. Nonostante il territorio del Cabinda sia di piccole dimensioni, molte forze straniere e molti nazionalismi ambivano ad esso a causa delle vaste riserve di petrolio le quali rappresentano ancora oggi la principale fonte di esportazione dell'Angola.
Durante la guerra di indipendenza, lo scontro etnico che si ebbe tra assimilados e indigenos mascherò un altro conflitto etnico, quello tra i popoli locali, una divisione che emerse nei primi anni settanta. La Unione dei Popoli dell'Angola, il movimento predecessore del FNLA controllava solo il 15% del territorio angolano durante la guerra di indipendenza, esclusa Cabinda controllata dal MPLA. La Repubblica Popolare di Cina sostenne apertamente l'UNITA dopo l'indipendenza, nonostante fosse supportata dal Sudafrica e dall'Occidente. La Cina sostenne Savimbi a partire dal 1965, un anno dopo tolse il proprio sostegno al FNLA. La Cina vedeva Holden Roberto come un burattino dell'occidente e il MPLA come un delegato dell'Unione Sovietica. Con la crisi sino-sovietica, il Sudafrica si presentò come l'ultimo degli odiosi alleati della Cina.

Bandiera non ufficiale del Cabinda

Durante gli anni novanta, i ribelli del Cabinda rapirono a scopo di riscatto dei lavoratori stranieri che si occupavano del petrolio, così da poter finanziare ulteriori attacchi al governo nazionale. Il 27 marzo ed il 23 aprile 1992, i militanti del FLEC bloccarono i bus che trasportavano i lavoratori della Chevron Oil, costrinsero gli occupanti ad uscire e diedero alle fiamme il mezzo. Il 14 maggio a Malongo, si ebbe un grosso conflitto tra il FLEC e la polizia e 25 colpi di mortaio caddero accidentalmente vicino a un compound della Chevron. Nel 1995, il governo comprese come stesse perdendo una delle principali fonti di reddito e cominciò a trattare con il FLEC-Renovada (FLEC-R), le Forze Armate di Cabinda (FLEC-FAC) e il Fronte Democratico del Cabinda (FDC). Il patrocinio e la corruzione non riuscirono a placare la rabbia del FLEC-Renovada e delle Forze Armate di Cabinda e i negoziati fallirono. Nel febbraio 1997 le FLEC-FAC rapirono due impiegati della compagnia Inwangsa SDN, uno venne ucciso, l'altro venne rilasciato in seguito al pagamento di un riscatto di 400 000 dollari. Le FLEC-FAC rapirono undici persone nell'aprile 1998, nove erano angolani e due portoghesi, furono rilasciati dopo un riscatto di 500 000 dollari. Il FLEC-R sequestrò cinque ingegneri della Byansol-oil, due erano francesi, due portoghesi e uno angolano, nel marzo 1999. Mentre i ribelli rilasciarono l'angolano, il governo complicò la situazione promettendo un riscatto di 12,5 milioni di dollari per gli altri ostaggi; quando António Bento Bembe, il presidente del FLEC-R, si presentò, le forze angolane lo arrestarono con le sue guardie del corpo. Il 7 luglio le forze angolane liberarono gli altri ostaggi. Alla fine dell'anno il governo aveva arrestato i leader delle tre organizzazioni.

## Dal 2000 in poi
Il traffico illecito di armi ha caratterizzato gli ultimi anni della guerra civile, con entrambe le parti che cercarono di ottenere il sopravvento acquistando armi dall'Europa dell'est e dalla Russia. Israele continuò nella sua attività di traffico d'armi su delega degli Stati Uniti. Il 21 settembre del 2000 un cargo russo consegnò 500 tonnellate di munizioni Ukrainian 7.62 mm a Simportex, una divisione del governo angolano con l'aiuto di un agente marittimo di Londra. Il capitano della nave, per ridurre al minimo le ispezioni, definì il carico "fragile". Il giorno successivo il MPLA cominciò ad attaccare l'UNITA, ottenendo diverse vittorie tra il 22 ed il 25 settembre. Il governo ottenne il controllo su diverse basi militari e miniere di diamanti a Luanda Norte e Luanda Sul, la disponibilità di Savimbi a pagare le sue truppe venne limitata.
Il 3 aprile 2000 Angola e Slovacchia si accordarono per scambiare petrolio con armi, la prima acquistò in questo modo sei aeromobili d'attacco Sukhoi Su-17. Il governo spagnolo nelle Isole Canarie, il 24 febbraio 2001, impedì la consegna al governo angolano di 636 tonnellate di equipaggiamento militare trasportati da un cargo ucraino. Il capitano della nave aveva segnalato il suo cargo in modo inaccurato, riportando falsamente che trasportava ricambi di automobili. Il governo angolano ammise che Simportex aveva acquistato armi dalla Rosvooruzhenie, l'azienda statale di armamenti della Russia, e riconobbe che il capitano avrebbe violato la legge spagnola riportando false diciture sul suo cargo, una pratica molto comune nel traffico d'armi con l'Angola.
Nel maggio 2001 l'UNITA portò avanti molti attacchi contro i civili in quella che era una prova di forza. I miliziani dell'UNITA attaccarono Caxito il 7 maggio, uccisero 100 persone e rapirono 60 bambini e due adulti. In pochi giorni attaccarono Baia-do-Cuio e dopo Golungo Alto, una città a 200 kilometri a est di Luanda. I miliziani avanzarono su Golungo Alto alle 14:00 del 21 maggio e vi rimasero fino alle 21:00 del giorno dopo, saccheggiando la città fino a quando i militari la ripresero. Più di 700 villaggi nel giro di 60 kilometri, da Golungo Alto a N'dalatando, il capoluogo della provincia del Cuanza Norte, non subirono attacchi. Secondo un ufficiale di N'dalatando, i militari angolani negarono la copertura mediatica dell'incidente, così i dettagli dell'attacco erano sconosciuti. Joffre Justino, il portavoce dell'UNITA in Portogallo disse che l'UNITA attaccò solo Golungo Alto per dimostrare al governo la sua inferiorità sul piano militare e la necessità di giungere ad un accordo. Quattro giorni dopo l'UNITA rilasciò i bambini ad una missione cattolica a Camabatela, una città a circa 200 km dal luogo dove furono rapiti. Le Nazioni Unite affermarono che il rapimento violava la sua politica sul trattamento dei civili. In una lettera all'episcopato dell'Angola, Saimbi chiese alla Chiesa cattolica di agire come intermediario per le trattative tra governo e UNITA. Gli attacchi produssero i loro effetti sulla economia angolana, alla fine di maggio 2001 la compagnia di estrazione dei diamanti De Beers sospese le sue attività in Angola, ufficialmente a causa dell'impasse dei negoziati con il governo.
Miliziani, la cui appartenenza era sconosciuta, spararono dei missili agli aerei del programma alimentare mondiale (UNWFP) l'8 giugno vicino a Luena e, pochi giorni dopo, nei pressi di Kuito; nel primo caso quando l'aereo, un Boeing 727, si stava avvicinando a Luena e qualcuno sparò un missile al mezzo, danneggiando un motore non in modo grave, così l'equipaggio riuscì comunque a sbarcare. L'altitudine dell'aereo, 5 000 metri, molto probabilmente impedì all'assalitore di identificare il suo obiettivo. Una volta che i cittadini di Luena ottennero abbastanza cibo per resistere per diverse settimane, l'UNWFP sospese temporaneamente i voli. Quando i voli ricominciarono, alcuni giorni dopo, dei miliziani spararono all'aereo diretto a Kuito, il primo attacco rivolto a dipendenti ONU dal 1999. L'UNWFP sospese ancora i voli umanitari sul paese. Il portavoce UNITA Justino non rivendicò la paternità degli attacchi ma disse che gli aerei, invece che cibo, trasportavano munizioni e soldati, e questo li rendeva dei possibili bersagli. Sia l'UNITA che il governo angolano chiesero alla comunità internazionale di fare pressione sull'altra parte per tornare ai negoziati. Nonostante la crisi umanitaria fosse alle porte, nessuna delle due parti garantì la sicurezza agli aerei dell'UNWFP. Il 20 giugno 2001 venne affermato dai corrispondenti che la città di Kuito, già dipendente dagli aiuti internazionali, poteva sfamare la sua popolazione di 200 000 persone solo per la fine della settimana. Lo UNWFP era costretta a consegnare gli aiuti, a Kuito ed a tutte le alture centrali, solo mediante gli aerei perché i miliziani tendevano imboscate ai camion. A complicare la situazione c'erano anche le condizioni dell'aeroporto di Kuito, con buche che rallentavano la consegna degli aiuti. Il totale caos della situazione riduceva le scorte di combustibile nel punto dove gli aerei ONU si rifornivano. Le truppe governative, nell'ottobre del 2001, catturarono e distrussero la base UNITA di Epongoloko, nella provincia di Benguela e la base di Mufunbo nel Cuanza Sul. Nel 2001 il governo slovacco vendette dei jet da combattimento al governo angolano, violando la disciplina europea sulla esportazione di armi.

### Morte di Savimbi
Jonas Savimbi venne ucciso dalle truppe governative il 22 febbraio 2002 nella provincia di Moxico. Il vicepresidente dell'UNITA Antonio Dembo ne prese il posto ma 12 giorni dopo, il 3 marzo, morì anch'esso di diabete; il segretario generale Paulo Lukamba divenne il leader dell'UNITA. Dopo la morte di Savimbi il governo era di fronte a un bivio per quanto riguardava la linea da portare avanti. Dopo aver inizialmente indicato una prosecuzione della operazioni contro i ribelli, il 13 marzo il governo annunciò la sua volontà di sospendere le operazioni militari. I comandanti militari di UNITA e MPLA si incontrarono a Cassamba e raggiunsero un accordo per un cessate il fuoco. Comunque Carlos Morgado, il portavoce dell'UNITA in Portogallo, disse che l'ala portoghese dell'UNITA era stata sotto la pressione del generale Kamorteiro, l'ufficiale dell'UNITA che sosteneva l'accordo per il cessate il fuoco, il quale era stato catturato più di una settimana prima. Morgado disse che non aveva notizie dall'Angola dalla morte di Savimbi. I comandanti militari stipularono il 4 aprile a Luena un memorandum d'intesa come un'aggiunta del Protocollo di Lusaka, con Santos e Lukambo come osservatori.
Il 18 aprile il Consiglio di sicurezza delle Nazioni Unite approvò la Risoluzione 1404, estendendo per altri 6 mesi il meccanismo di monitoraggio delle sanzioni. Le Risoluzioni 1412 e 1432, rispettivamente del 17 maggio e del 15 agosto, sospesero per 90 giorni il divieto di spostamento imposto agli ufficiali dell'UNITA dall'ONU; la misura venne definitivamente abolita il 18 ottobre con la Risoluzione 1439. Il 19 dicembre, la Risoluzione 1439 estese la missione UNAVEM III per altri due mesi.
La nuova leadership dell'UNITA, nell'agosto 2002, dichiarò il movimento ribelle come un partito politico e diede il via alla smobilitazione dei suoi gruppi armati. Nello stesso mese il Consiglio di Sicurezza della Nazioni Unite sostituì lo United Nations Office in Angola con la United Nations Mission in Angola, un'importante presenza politica e non militare.

## Conseguenze

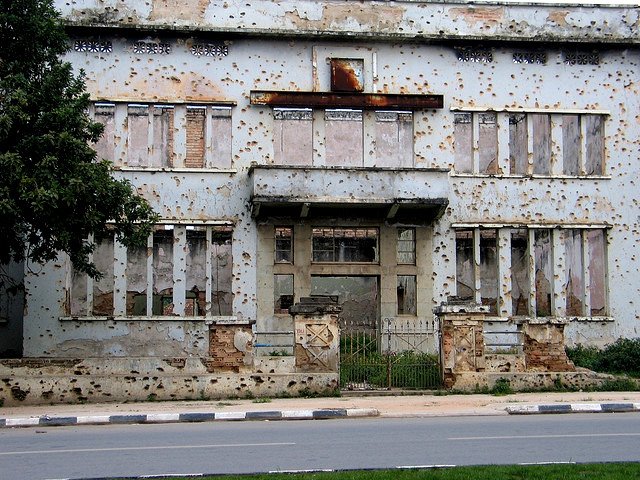
2008; un edificio di Huambo mostra i segni della guerra civile

La guerra civile ha determinato una crisi umanitaria spaventosa nel paese, 4,28 milioni di persone sono soltanto gli sfollati all'interno del paese, circa un terzo della popolazione totale angolana. Nel 2003 le Nazioni Unite hanno stimato che l'80% degli angolani non ha accesso alle cure mediche di base, il 60% all'acqua potabile e il 30% dei bambini può morire prima dei cinque anni e le aspettative di vita sono inferiori ai 40 anni.

### Bambini soldato
Lo Human Rights Watch (HRW) ha stimato che UNITA e governo hanno impiegato, rispettivamente, tra i 6 000 ed i 3 000 bambini soldato durante la guerra, alcuni in modo forzato. Inoltre le analisi del HRW hanno evidenziato che tra le 5 000 e le 8 000 ragazze minorenni si sono sposate con miliziani UNITA. Ad alcune era ordinato di provvedere al cibo per le truppe, se tornavano con risorse insufficienti erano private del cibo. Dopo le vittorie i comandanti UNITA erano premiati con le donne, le quali spesso subivano abusi sessuali. Il governo angolano e le agenzie ONU hanno identificato 190 bambini soldato nell'esercito angolano e, fino al novembre 2002, 70 di questi erano stati trasferiti. Il governo, però, continua ad arruolare consapevolmente soldati minorenni.

### Crimini di guerra
Secondo uno studio di Human Rights Watch nel luglio 2003 l'UNITA ha bombardato Kuito per tre mesi, sparando una tonnellata di proiettili pesanti al giorno. L'episodio, ricordato come l'assedio di Kuito, ha prodotto circa 30 000 morti e fu un grave caso di attacco indiscriminato e distruzione della proprietà, in violazione delle Convenzioni di Ginevra e relativi protocolli.

### Sforzi umanitari
Il governo tra il 4 aprile 2002 e il 2004 ha speso 187 milioni di dollari per rimediare alla situazione dei rifugiati interni, successivamente la Banca Mondiale ha consegnato 33 milioni per continuare il programma. L'Ufficio ONU per il Coordinamento degli Affari Umanitari ha stimato che i combattimenti tra il 1º gennaio e il 28 febbraio hanno causato 98 000 sfollati. I rifugiati interni rappresentavano il 75% delle vittime delle mine antiuomo; non conoscendo le zone nelle quali si trovavano molto spesso erano le vittime di queste armi. I miliziani hanno collocato circa 15 milioni di mine antiuomo, fino al 2002. La HALO Trust (una ONG inglese) ha cominciato a sminare l'Angola nel 1994 e fino al luglio 2007 aveva distrutto 30 000 mine. 1 100 angolani e sette lavoratori esteri sono impiegati presso la HALO trust in Angola, le operazioni di sminamento dovevano terminare nel 2014.

## Nella cultura di massa

### Letteratura
Nel suo libro Ancora un giorno il giornalista polacco Ryszard Kapuściński descrive la guerra di indipendenza angolana e i primi tempi della guerra civile.

### Cinema
Nel film di John Milius Alba rossa del 1984 Bella, uno degli ufficiali cubani che prende parte alla invasione cubano-sovietica degli Stati Uniti, racconta di aver combattuto molti conflitti in Nicaragua, Salvador e Angola.
Jack Abramoff scrisse e produsse il film Red Scorpion - Scorpione rosso con suo fratello Robert nel 1989. Nel film l'agente sovietico Nikolai (interpretato da Dolph Lundgren) viene incaricato di assassinare un leader rivoluzionario africano in uno scenario modellato sull'Angola. Il Sudafrica finanziò il film attraverso l'International Freedom Foundation, un gruppo di facciata fondato e guidato da Abramoff per sostenere la sua linea volta ad indebolire il sostegno internazionale per l'African National Congress. Mentre lavorava ad Hollywood, Abramoff venne condannato per frode ed altri reati commessi durante la sua carriera da lobbysta.
La guerra venne usata come sfondo per il film comico The Gods Must Be Crazy II, nel quale un soldato cubano ed uno angolano cercano ripetutamente di fare prigionieri, ma alla fin fine a condizioni più o meno comiche.
Il film The Hero del 2004, prodotto da Fernando Vendrell e diretto da Zézé Gamboa, descrive la vita media degli angolani dopo la guerra civile. Il film segue la storia di tre personaggi: Vitório, un veterano della guerra ferito da una mina, che ritorna a Luanda; Manu, un giovane ragazzo che cerca suo padre soldato e Joana, un'insegnante che fa da mentore al ragazzo e inizia una storia d'amore con Vitório. The Hero ha vinto nel 2005 il Gran premio della giuria al Sundance. Nato da una co-produzione angolana, portoghese e francese, è stato interamente girato in Angola.
Il personaggio di Danny Archer, interpretato da Leonardo DiCaprio nel film Blood Diamond - Diamanti di sangue, racconta in diverse occasioni delle sue esperienze nelle SADF durante la guerra civile angolana. Egli rivela di essere un rhodesiano bianco orfano, scappato dal Sudafrica perché forzatamente arruolato nel terribile 32 Battaglione.
La guerra viene rappresentata anche nel film Ancora un giorno (2018).